# HD 114783 b
HD 114783 b ist ein Exoplanet, der den Hauptreihenstern HD 114783 alle 496,9 Tage umkreist. Aufgrund seiner hohen Masse wird angenommen, dass es sich um einen Gasplaneten handelt.

## Entdeckung
Der Planet wurde mit Hilfe der Radialgeschwindigkeitsmethode im Jahre 2001 von Paul Butler, Geoffrey Marcy, Steven S. Vogt et al. entdeckt.

## Umlauf und Masse
Der Planet umkreist seinen Stern in einer Entfernung von ca. 1,17 Astronomischen Einheiten und hat eine Masse von ca. 327,4 Erdmassen bzw. 1,03 Jupitermassen.